# Adrien Bas
Adrien Bas (Lyon; 16 de abril de 1884-Saint-Rambert-l'Île-Barbe; 2 de mayo de 1925) fue un pintor francés. Reconocido especialmente por sus paisajes, también practicó otros géneros, como retratos, bodegones o escenas interiores.

## Biografía
Adrien Bas era hijo de un tejedor lionés. Fue admitido en la École Nationale Supérieure des Beaux-Arts de Lyon en el taller de Pierre Bonnaud (1865-1930). Además de algunos viajes de salud o de estudio, permaneció en Lyon toda su vida.
Alrededor de 1916, sus obras se inspiraron en gran medida en Paul Cézanne, a quien admiraba y del cual su amigo Georges Albert Tresch fue un gran defensor. Otra de sus primeras influencias fue Auguste Renoir. Fue movilizado durante la Primera Guerra Mundial yendo a vivir a Vence. Al final del conflicto, regresó a Lyon y se encontró con el marchante de arte Renaud Icard. Obtuvo una mención de honor en el Salón de Bellas Artes del Lyonnais en 1908.
Expuso en el Salon d'Automne de Lyon en 1920 en una sala que también presentaba obras de Louis Bouquet (1885-1952), Pierre Combet-Descombes, Claude Dalbanne (1877-1964), Émile Didier (1890-1965), el escultor Marcel Gimond (1894-1961), Jacques Laplace (1890-1955), Paul Leriche (1876-1927), Étienne Morillon (1884-1949), Antonin Ponchon (1885-1965), Jules Roblin (1888-1974), Georges Albert Tresch (1881-1948). A este grupo de artistas, que se opuso al academicismo, se unirán algún tiempo después el escritor Gabriel Chevallier (1895-1969), Venance Curnier (1885-1971), así como el escultor Georges Salendre (1890-1984), El grupo toma el nombre de Ziniars y conoció una existencia efímera desde 1920 hasta 1924.
Participó en la creación del Salon du Sud-Est, con Joseph Jolinon, Marius Mermillon y Charles Sénard.
Adrien Bas fue uno de los que contribuyó a llevar la modernidad a la pintura de Lyon con sus amigos Henry Béraud, Paul Lintier y Alfred Poyet, marchante de arte de París y que abrió una galería frente a la galería Malaval, en la rue de l'Hotel de Ville en Lyon.
Renaud Icard, quien era su principal marchante, pintó el retrato del artista en su novela Calvaire de Roses (1929).
Adrien Bas muere el 2 de mayo de 1925 de tuberculosis en su casa en Saint-Rambert-l'Île-Barbe, donde vivió los últimos años de su vida.

## El arte de Bas
Adrien Bas trabajó en muchos temas diferentes. Compuso bodegones, pinturas de flores, retratos, interiores, y sobresale en la pintura del paisaje.

### Estilo
El crítico de arte Frédéric Vars cree que puede no ser adecuado vincular a Adrien Bas a una tradición de Lyon. Señala que el arte de Bas a menudo escapa a las influencias que generalmente se encuentran en los pintores de la ciudad.  
 "Sus relaciones estéticas con sus mayores o contemporáneos se limitan principalmente a los encuentros inevitables y relaciones muy generales de la época. No procede, al renovarlos, de los pintores cuya familia se extiende desde Berjon hasta los modernos a través de Flandrin, Guichard, Seignemartin, Vernay y Carrand."

### Reconocimiento y recepción crítica.
Uno de los primeros defensores de Adrien Bas es Henry Béraud, quien le dedica en 1912 un ensayo titulado La escuela moderna de pintura en Lyon en la que lo describe de la siguiente manera: "Adrien Bas es nuestro colorista más delicado. Tiene el ojo de Renoir. Creo que es imposible apreciar una coloración más franca y más límpida que la de sus paisajes, a veces establecidos sumariamente pero nunca de manera insuficiente. Es el pintor de los cielos. En él revive toda la tradición de paisajistas lioneses." 
En 1924, Francis Carco publicó un estudio Le Nu dans la peinture moderne en el que escribió: "La sensibilidad de Bas ha encontrado en el paisaje su expansión favorita.".

## Obras

### Década de 1910

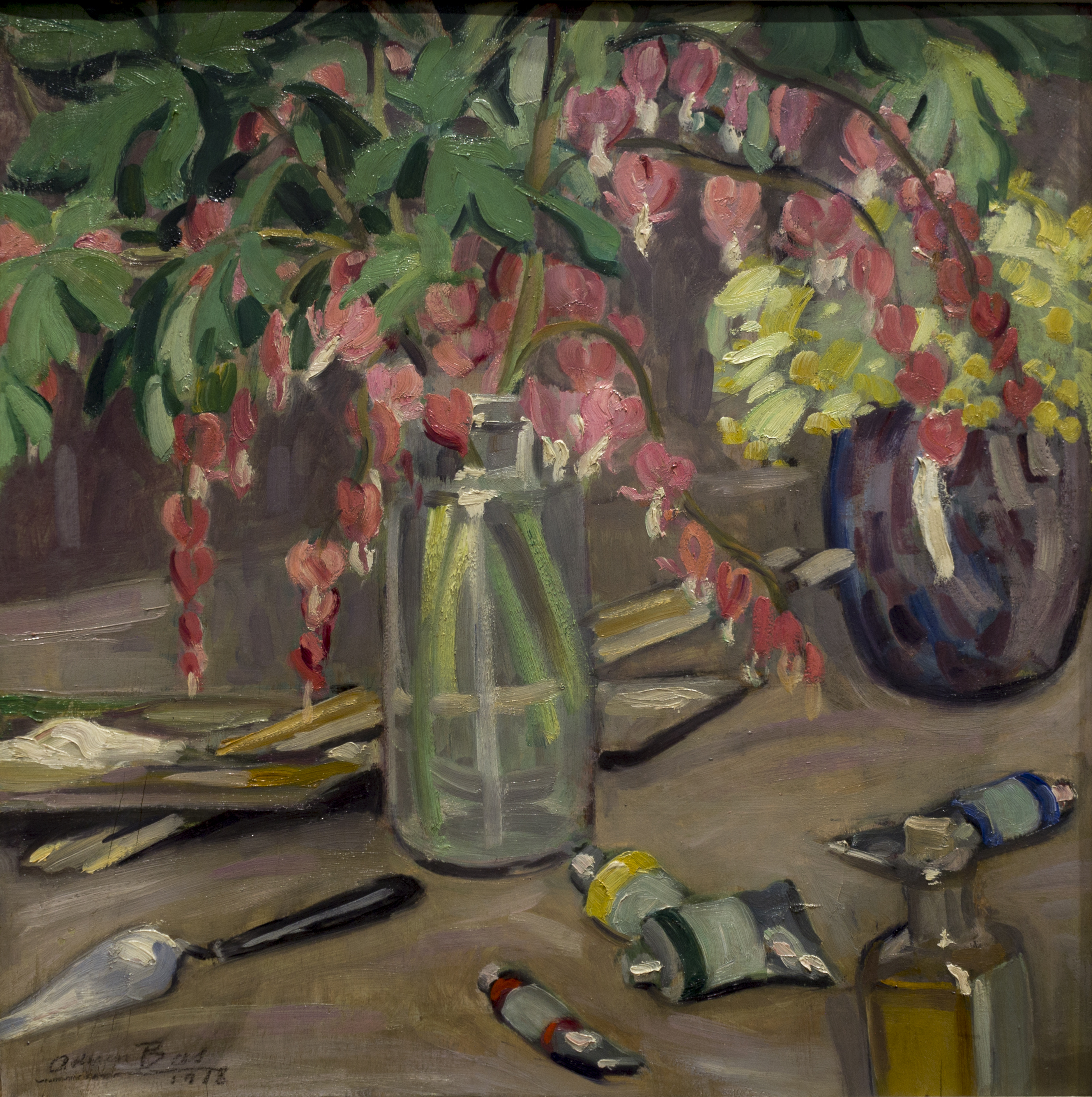
Vase de digitales (1918), Museo de Bellas Artes de Lyon.

- Florero de digitales, 1918, óleo sobre madera contrachapada, 49,5 × 49,5  , Museo de Bellas Artes de Lyon. 
En el reverso está escrito   :

Acquis par l'État au Salon d'automne 1918

Esta obra está firmada con el nombre del artista con fecha de 1918.
- Se presenta por primera vez en el Salón de Otoño de 1918. Fue adquirido por el Fondo Nacional de Arte Contemporáneo el mismo año. Se presenta durante la exposición Mirada a la escena artística de Lyon en el siglo XX en 2016. Esta tabla presenta digitales en un florero simple, rodeado de equipos de pintor. Al colocar un segundo ramo de flores en el fondo, Adrien Bas probablemente quiera afirmar su calidad como pintor de flores . A pesar del título, es posible reconocer en las flores los Corazones de María en lugar de digitales.

- La Maison rose, óleo sobre lienzo, 38 × 48, colección privada de Michel Bosse Platière. 
Este trabajo es uno de los únicos en los que la influencia de Renoir es obvia, con un macizo de flores en tonos de rosa y blanco que muestra una búsqueda de texturas aterciopeladas que claramente hace referencia al gran maestro.[9]

### Década de 1920

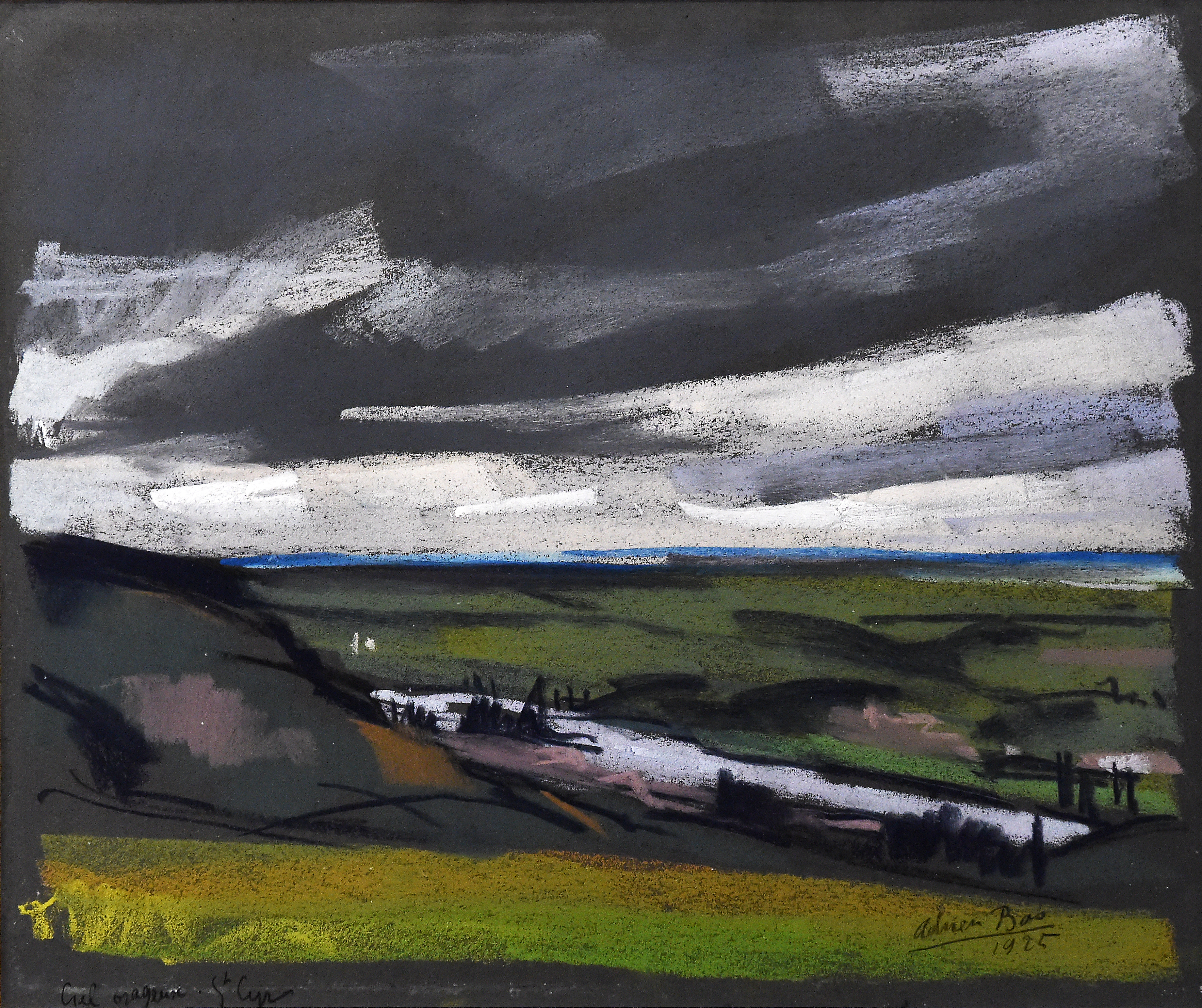
Cielo tormentoso en Saint-Cyr (1925), pastel, museo de bellas artes de Lyon.

- Retrato del artista, o Autorretrato, 1925, 56 × 47, Museo de Bellas Artes de Lyon, inv. B 1366 
La pintura está firmada con el nombre del artista.
La pintura fue donada al Museo de Bellas Artes de Lyon en 1925 por M. Vautheret.
El cuadro se presenta por primera vez en Salón del sudeste de junio de 1925. Fue mostrado en las exposiciones Les Modernes, de Picasso a Picasso en el Musée des Beaux-Arts de Lyon en el 2000, y en la Mirada sobre la escena Lyonesa en el siglo XX en 2016.
La pintura representa al artista trabajando, pincel en mano, junto a una naturaleza muerta, y sus tubos. La composición respeta la clásica tradición francesa, en la línea de muchos artistas franceses que, marcados por la Primera Guerra Mundial, sienten la necesidad de referirse a una tradición, que muchos historiadores del arte llaman el retorno al orden. La composición es simple, se presenta con "la mirada sombría, el rostro esculpido, los volúmenes redondeados muestran el carácter firme y voluntarioso del personaje".[7]

## Obras en colecciones públicas
- Lyon, Museo de bellas artes  : 
  - Jarrón de digitales, 1918, óleo sobre madera contrachapada, 49,5 × 49,5;
  - Le Pont au Change, óleo sobre madera contrachapada, 45 × 54;
  - Autorretrato, óleo sobre lienzo, 56 × 47.

## Salones
- Salon des beaux-arts de Lyon de 1901, 1902, 1908 (mention honorable).
- Salon d'automne de Lyon de 1920, 1921, 1922, 1923.
- Salon des indépendants de 1923 à Paris.
- Salon du Sud-Est : exposition posthume en 1925. Du 28 avril au 3 de junio de 1928 : « Rétrospective Adrien Bas ».

## Exposiciones
- 1976: Les Ziniars (1920-1924), Museo de Bellas Artes de Lyon, exposición colectiva.
- 2003: Adrien Bas, pintor de Lyon, Museo de Bellas Artes de Lyon, 12 pinturas adquiridas por iniciativa de un amigo del artista Henri Focillon, curador del museo desde 1913 hasta 1924.
- 2006: Adrien Bas (1884-1925). pintor Ziniar Lyon, Maison du Rhone, rue de Grenelle en París.
- 2011-2012: Valadon, Utrillo y Utter, la maldita Trinidad. Entre París y Saint-Bernard 1909-1939, Villefranche-sur-Saône, Museo Pau-Dini, exposición colectiva.
- 2012: La edad de oro de la pintura lyonesa 1807-1920, galería del Credit Lyonnais en Lyon, exposición colectiva.
- 2014-2015: Adrien Bas ... ¿dijiste "Ziniar"?, Montbrison, Museo Allard.

## Galería

Œuvres d'Adrien Bas conservées au musée des beaux-arts de Lyon
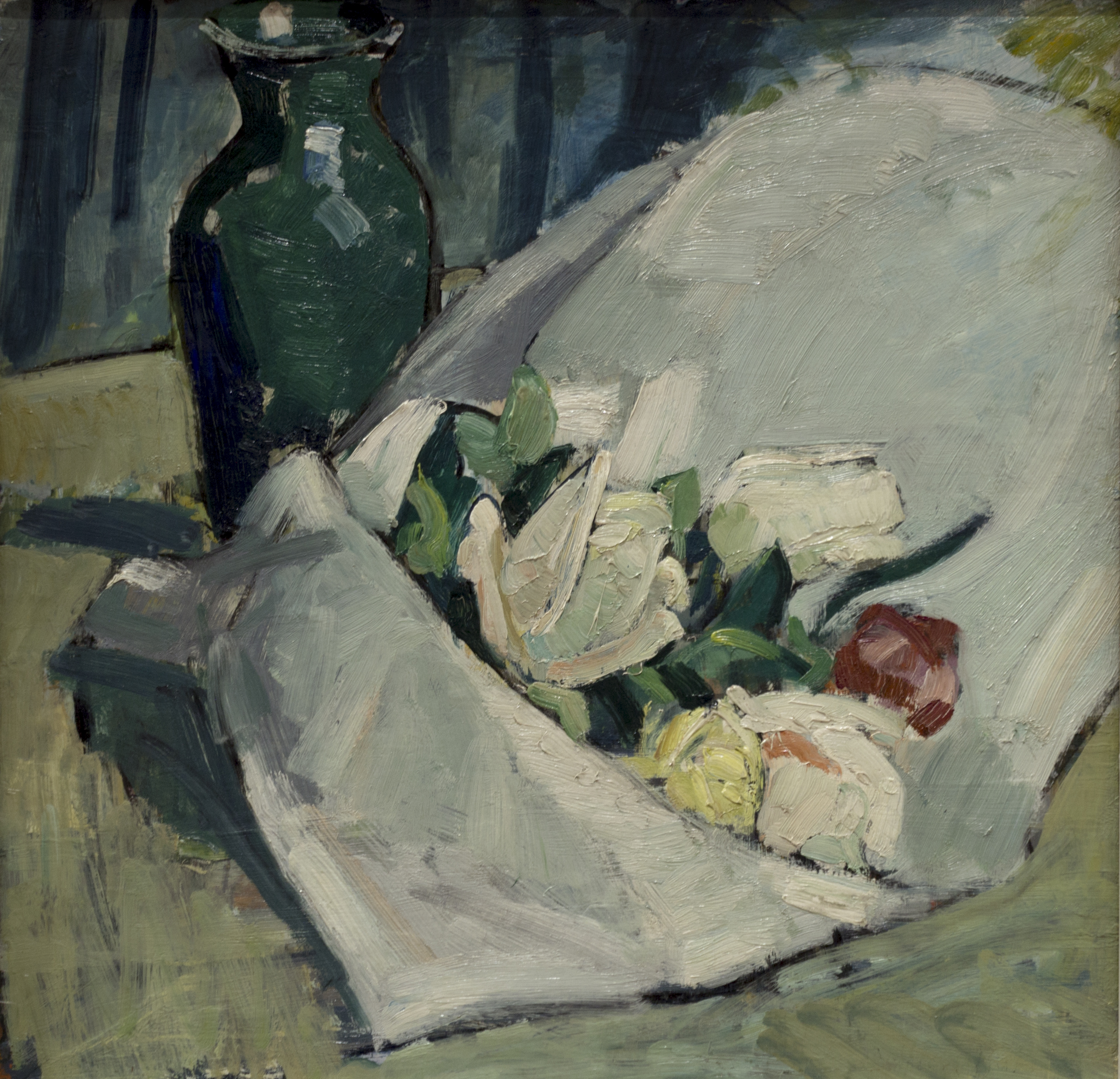
Ramo (alrededor de 1920-1925), óleo sobre madera contrachapada.
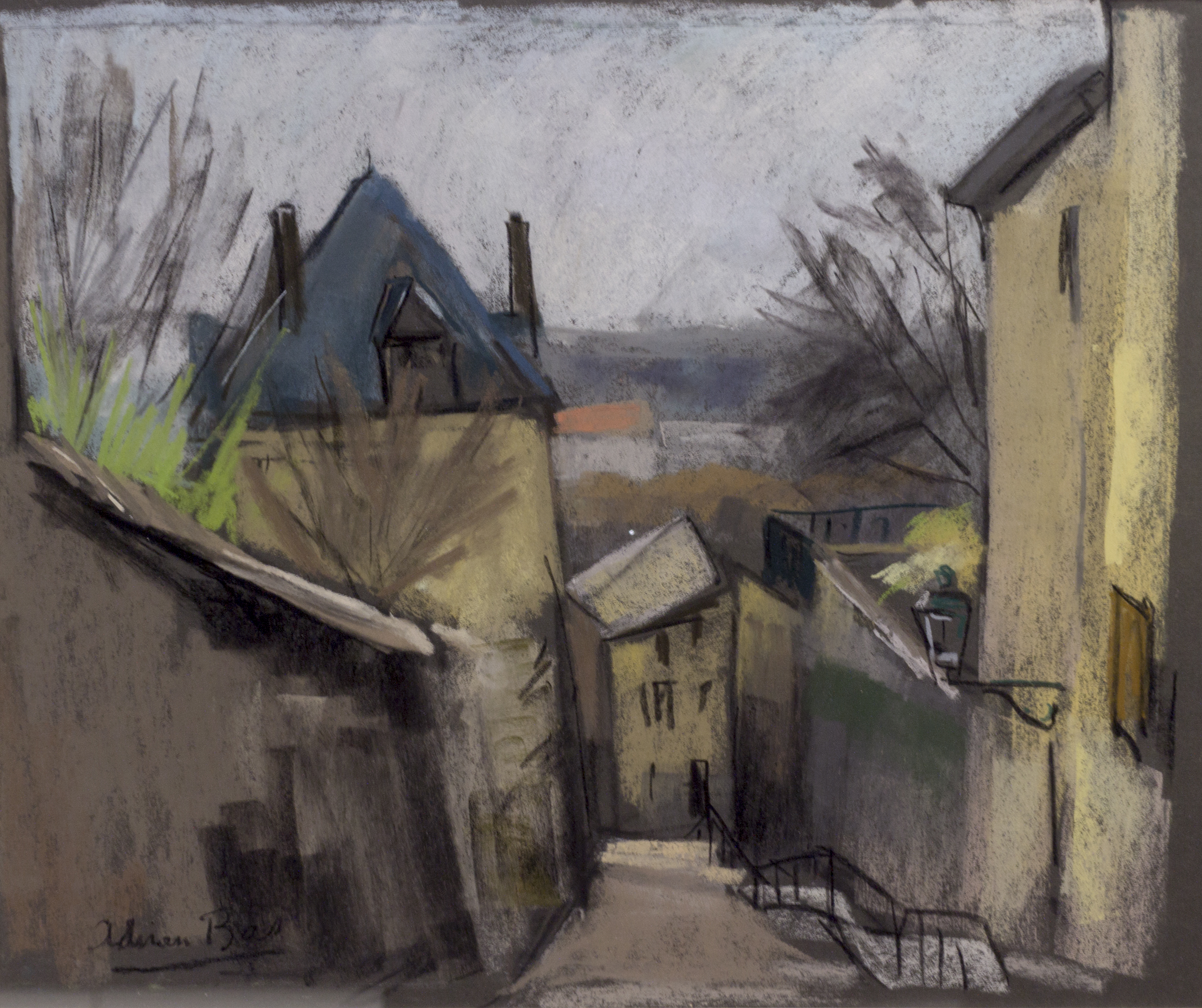
Montée des épis (1924), pastel.
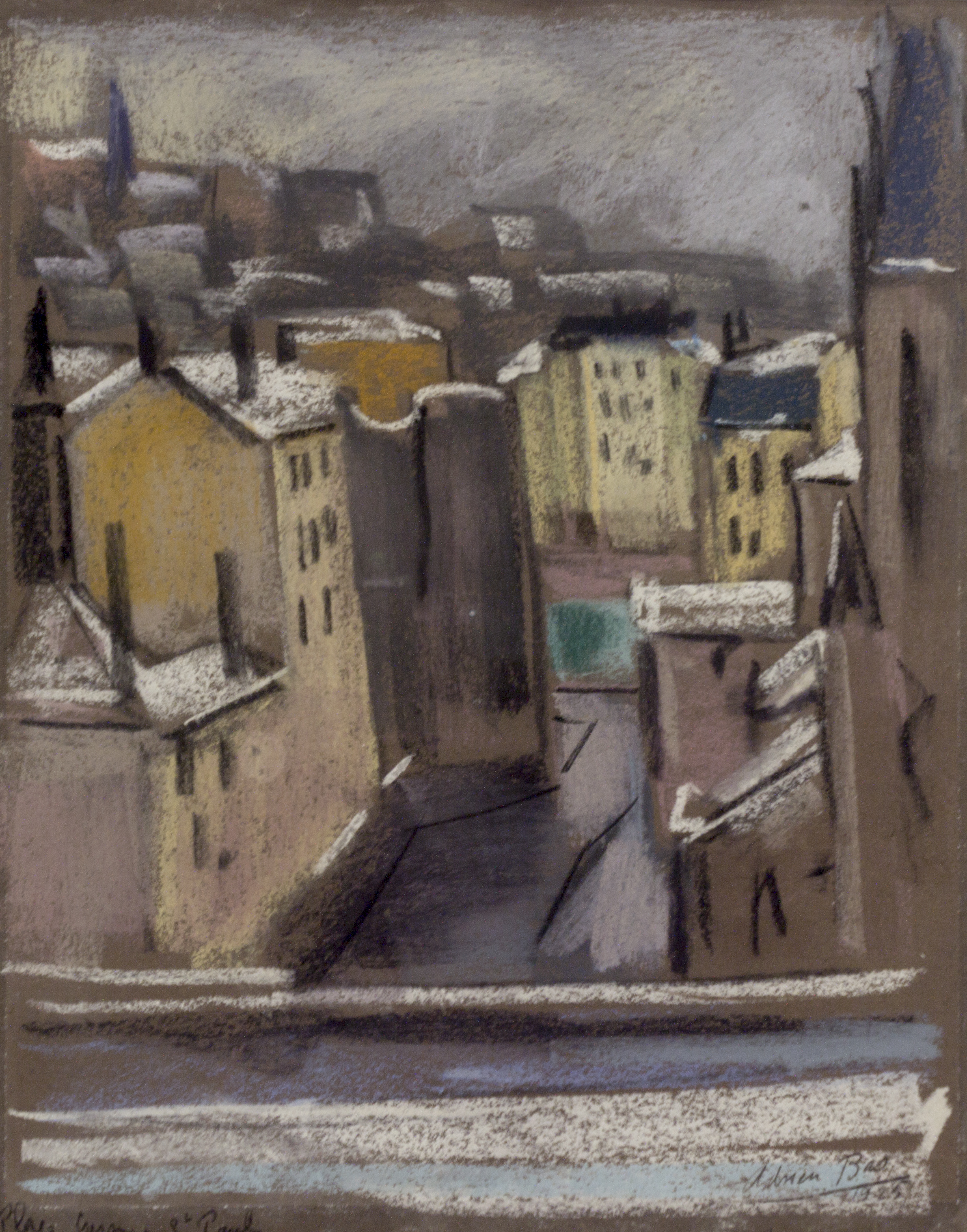
Place Gerson en Saint-Paul (1924), pastel.
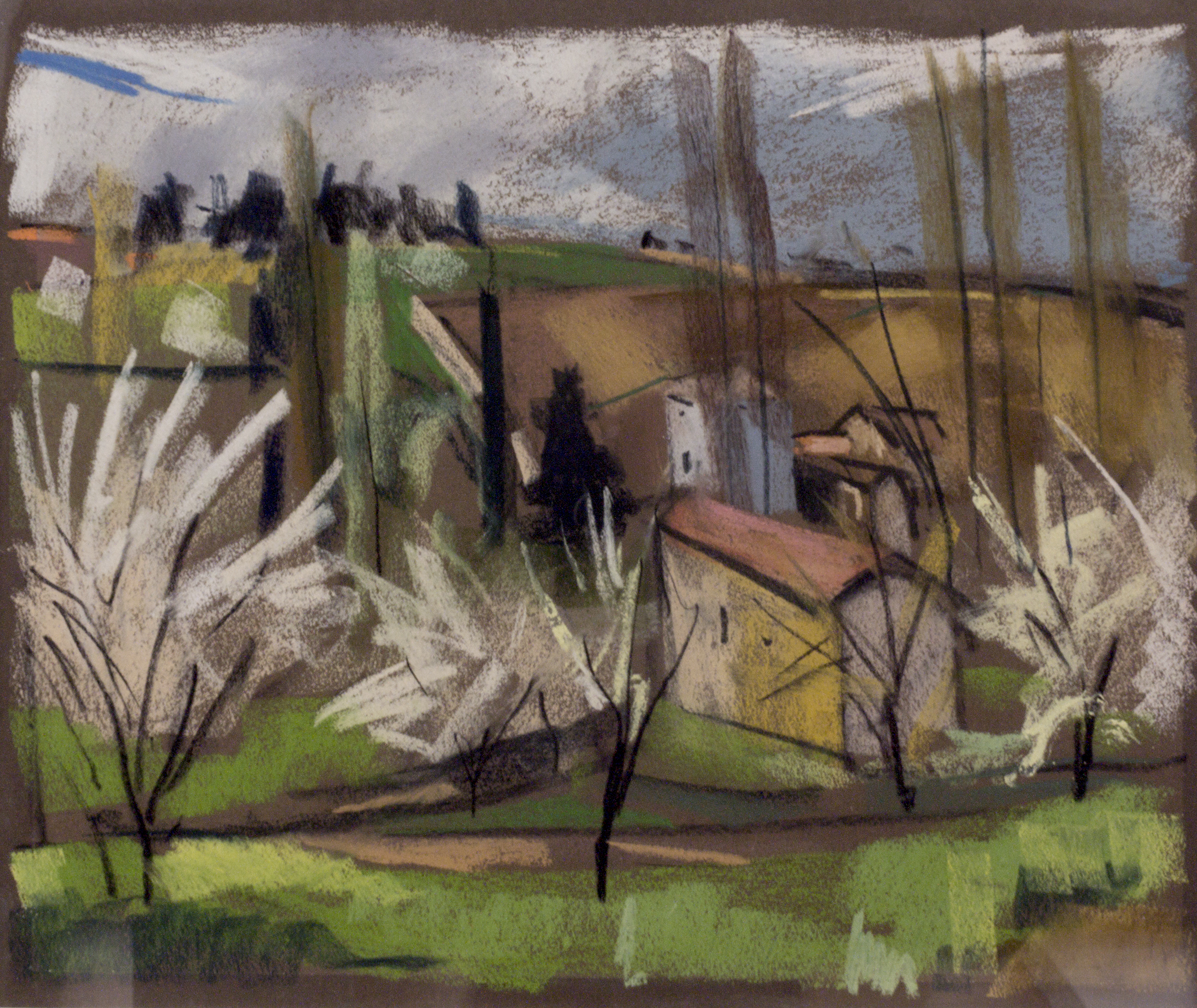
Curis au Mont d'Or (1925), pastel.
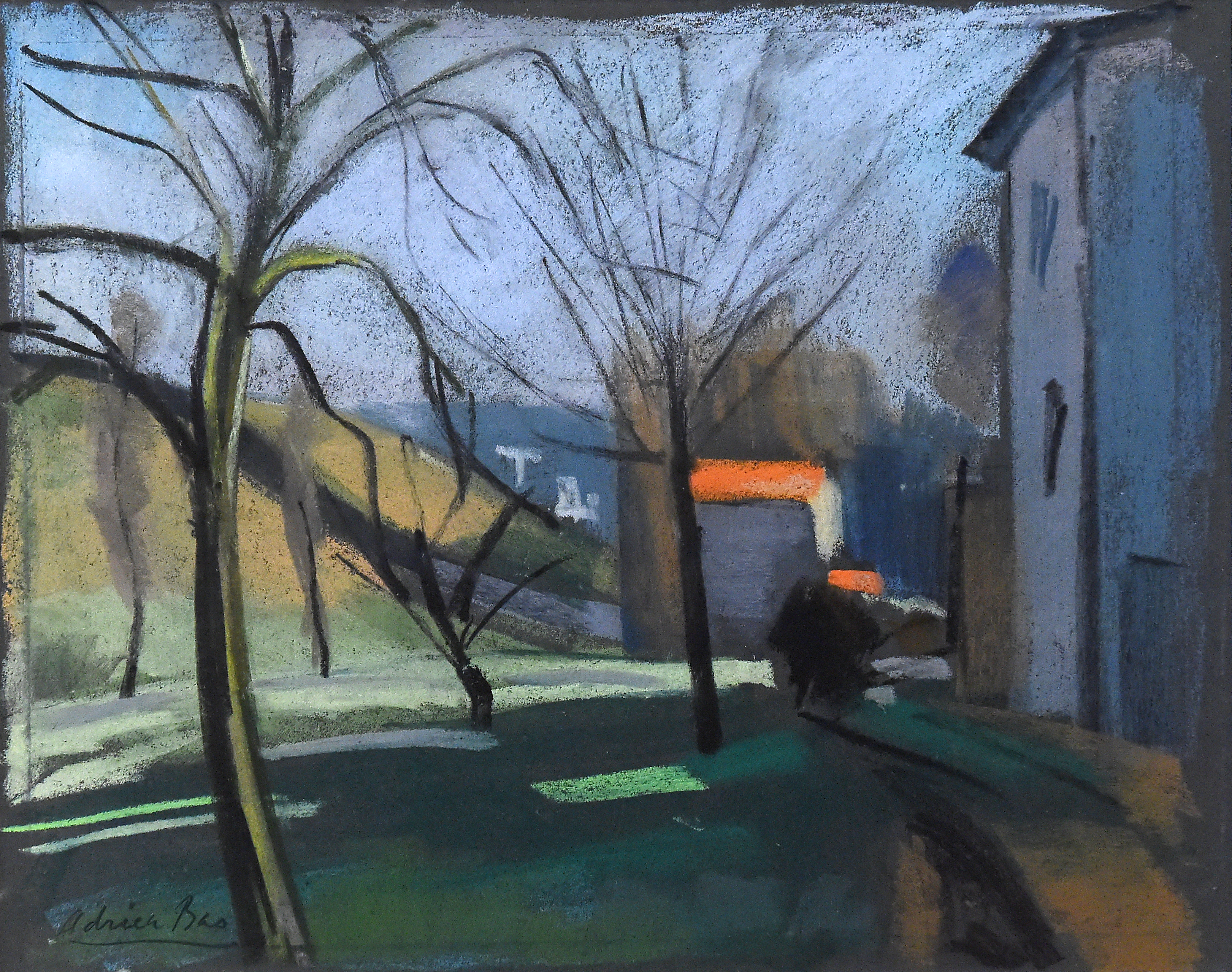
Primavera con techo rojo (1925), pastel.
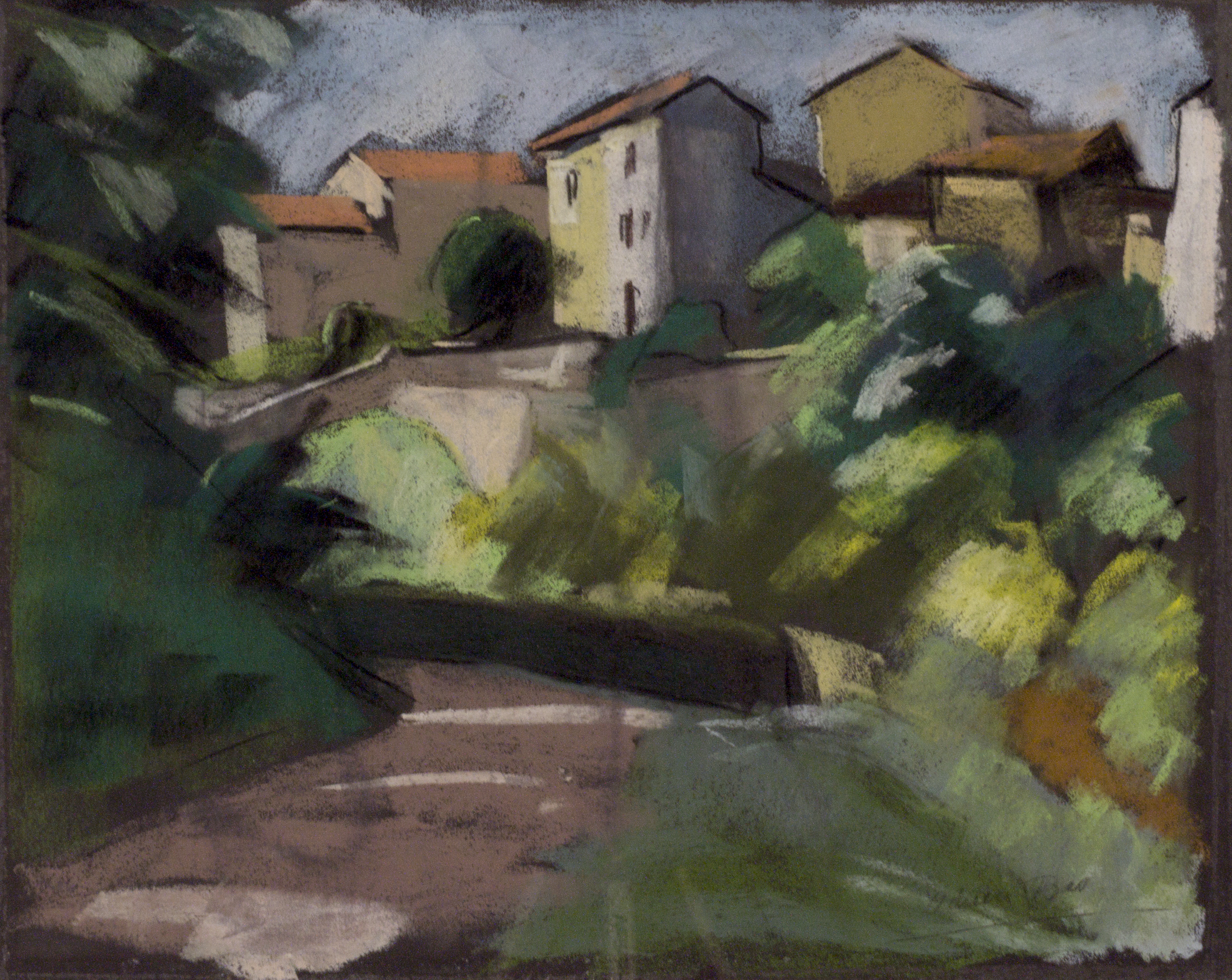
Aldea en los Monts d'Or, pastel.